# پورنوگرایند

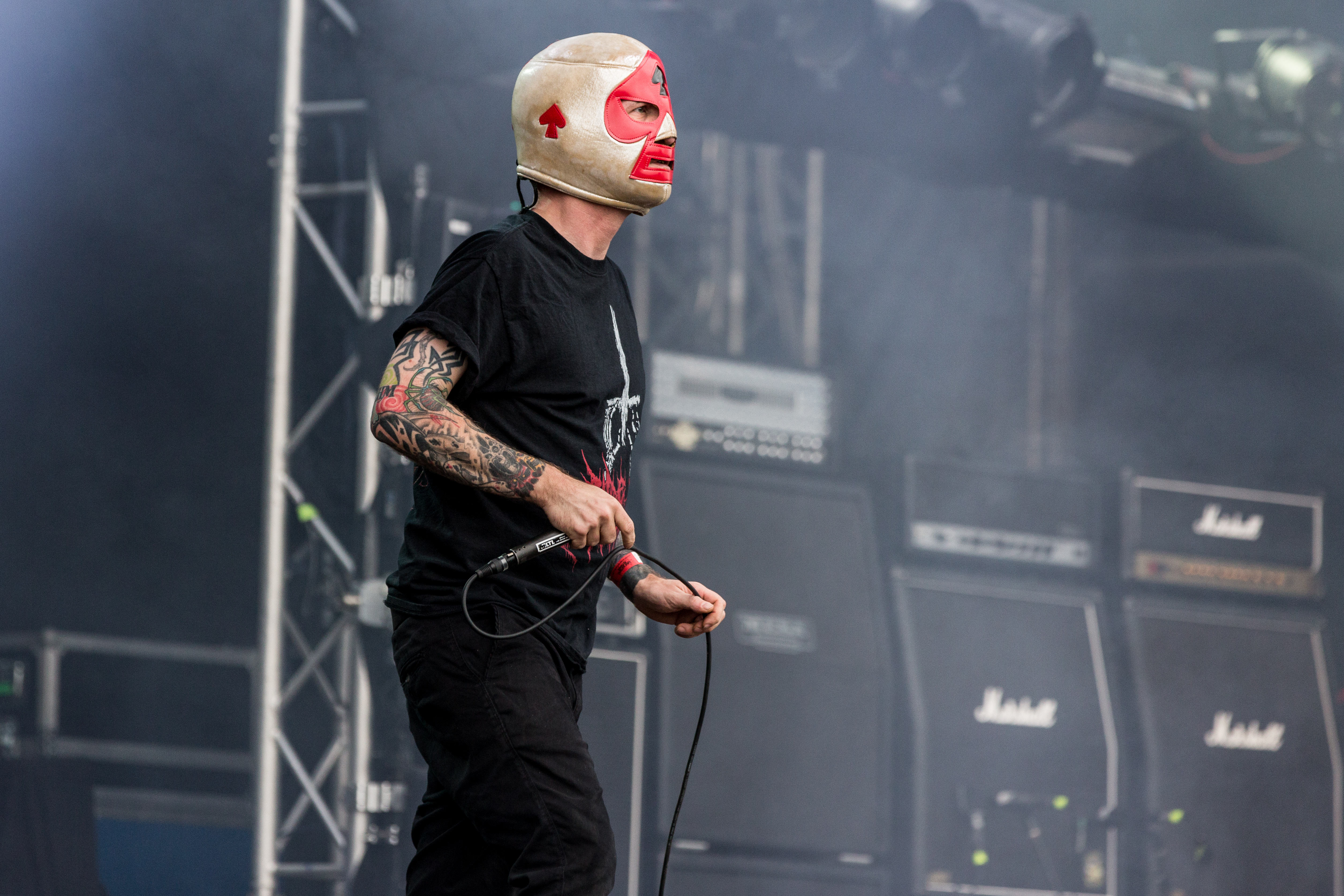
خواننده ای در این ژانر

پورنوگرایند (انگلیسی: Pornogrind) یا پورنوگور (به انگلیسی: Pornogore) زیرگونه‌ای سبک‌های موسیقی گرایندکور و دث متال است که مضمون ترانه‌هایش آن‌چنانکه از نامش پیداست، انباشته از مایه‌های جنسی و پورنو است. از گروه‌های این سبک می‌توان گروه آلمانی کاک اند بال تورچر (Cock and Ball Torture) را نام برد.